# Оук Гроув (Јужна Каролина)
Оук Гроув (енгл. Oak Grove) насељено је место без административног статуса у америчкој савезној држави Јужна Каролина.

## Демографија
По попису из 2010. године број становника је 10.291, што је 2.108 (25,8%) становника више него 2000. године.
| Група             | 2000.         | 2010.         |
| Белци             | 7.147 (87,3%) | 7.713 (74,9%) |
| Афроамериканци    | 670 (8,2%)    | 1.158 (11,3%) |
| Азијати           | 84 (1,0%)     | 161 (1,6%)    |
| Хиспаноамериканци | 184 (2,2%)    | 1.096 (10,7%) |
| Укупно            | 8.183         | 10.291        |